# 长身鳜
长身鳜（学名：Siniperca roulei）为輻鰭魚綱鱸形目鱸亞目真鱸科鳜属的鱼类，俗名鳜鱼、火烧鳜、长体鳜、尖嘴鳜，是中国的特有物种。分布于浙江、福建、江西、湖南、四川、贵州、广西等，多见于江河中上游以及喜生活于石灰岩地区的流水河流中，體長可達20公分，以小魚、甲殼類及昆蟲為食，生活習性不明，可做為觀賞魚。该物种的模式产地在湖南宝庆。